# Nymphaea subg. Nymphaea
Nymphaea subg. Nymphaea ist eine Untergattung der Gattung Nymphaea.

## Beschreibung

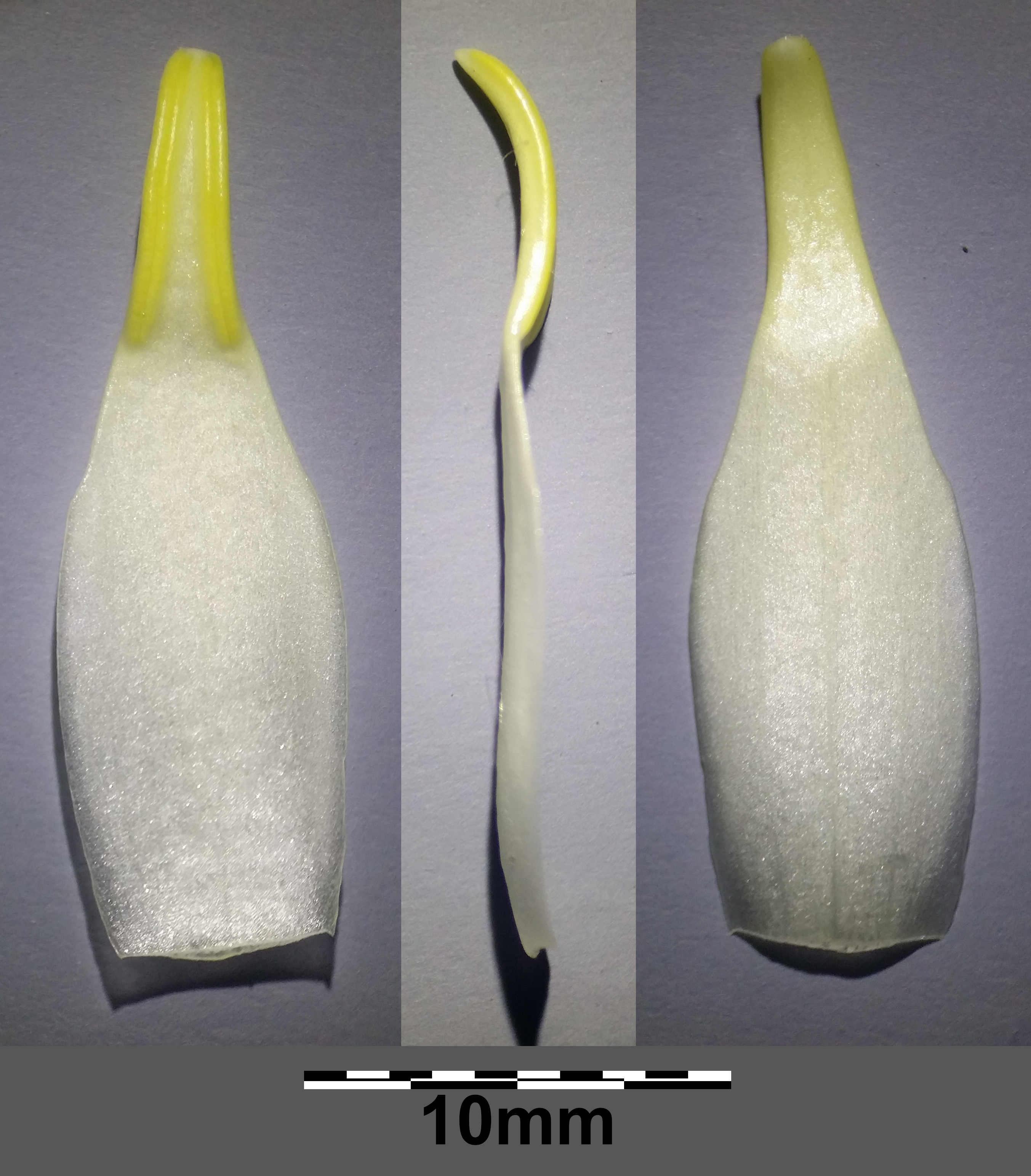
Äußeres Staubblatt von Nymphaea alba ohne apikales steriles Anhängsel

### Vegetative Merkmale
Die Arten von Nymphaea subg. Nymphaea haben horizontale oder vertikale Rhizome. Die Blattränder sind nie gezähnt.

### Generative Merkmale
Die tagblühenden Blüten schwimmen auf der Wasseroberfläche. Die äußeren Staubblätter haben petaloide Staubfäden. Die Staubblätter haben kein steriles Anhängsel an der Spitze. Die Blütenblätter sind überwiegend weiß, aber auch rosa, rot und gelb gefärbt. Die großen Samen haben eine glatte Oberfläche.

## Taxonomie

### Typusart
Die Typusart ist Nymphaea alba L.

### Arten
- Nymphaea alba L.
- Nymphaea candida C.Presl
- Nymphaea leibergii (Morong) Rydb.
- Nymphaea loriana Wiersema, Hellq. & Borsch
- Nymphaea mexicana Zucc.
- Nymphaea odorata Aiton
- Nymphaea tetragona Georgi
- Nymphaea × thiona D.B.Ward

## Verbreitung
Nymphaea subg. Nymphaea kommt in den gemäßigten Regionen der nördlichen Hemisphäre vor.